# Teorema de Kawasaki

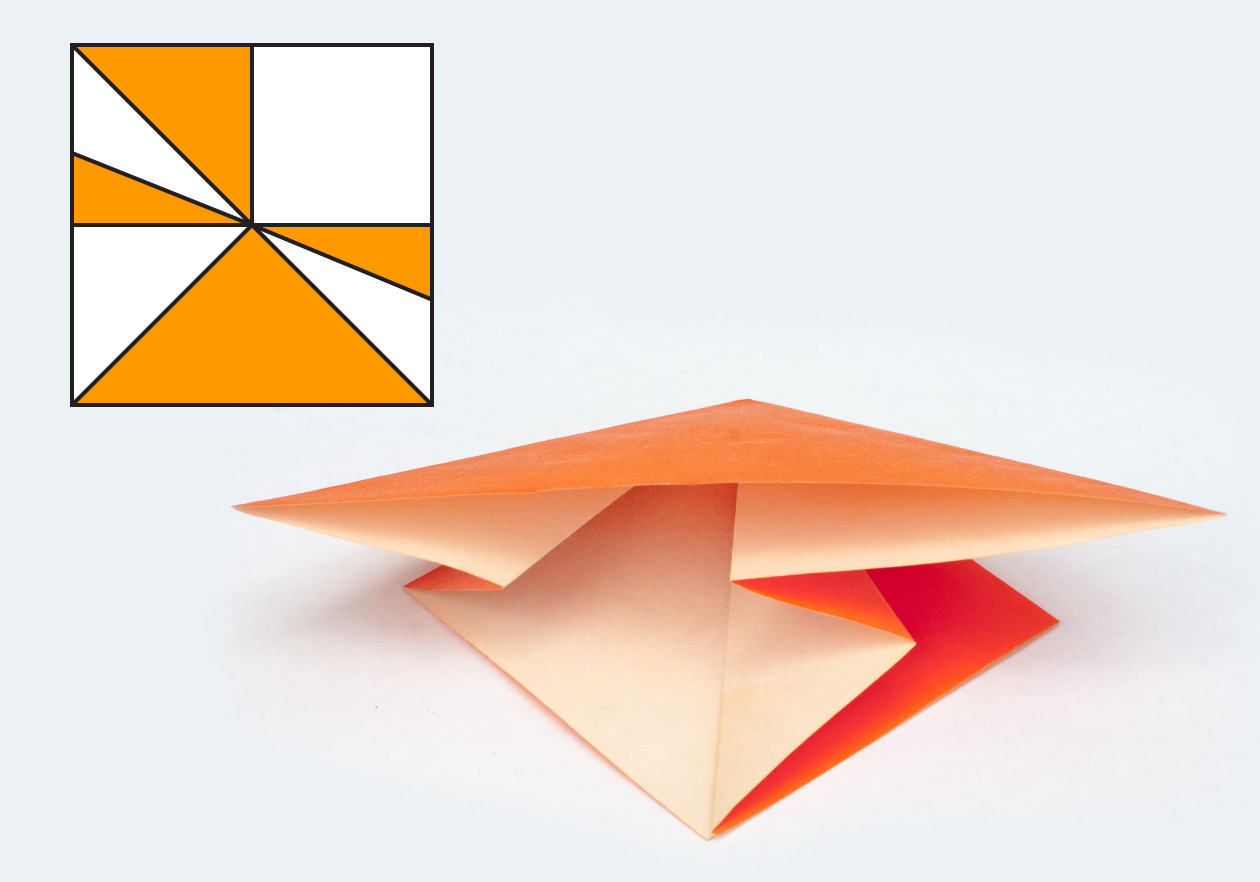
En este ejemplo, la suma alternada de los ángulos (en sentido de las agujas del reloj y desde abajo a la derecha) es 90° − 45° + 22,5° − 22,5° + 45° − 90° + 22,5° − 22,5° = 0°. Como da cero, el patrón puede plegarse en un plano.

El teorema de Kawasaki o teorema de Kawasaki-Justin es un teorema de la disciplina de las matemáticas del origami que caracteriza los patrones de pliegues con un solo vértice que pueden ser doblados para formar una figura plana. Enuncia que el patrón es plegable plano si y sólo si sumando y restando alternativamente los ángulos entre los pliegues alrededor del vértice da una suma alternada de cero. Los patrones de pliegue de más de un vértice no obedecen a un criterio tan simple y son, de hecho, NP-complejos de doblar.
El teorema lleva el nombre de uno de sus descubridores, Toshikazu Kawasaki. Sin embargo, otras personas contribuyeron a su descubrimiento, por lo que a veces también es llamado teorema de Kawasaki-Justin o teorema de Husimi en honor a Jacques Justin y Kôdi Husimi.

## Enunciado
Un patrón de pliegue de un vértice consiste en un conjunto de líneas o pliegues dibujadas sobre una hoja de papel plana, todas concurrentes en un único punto en el interior del papel, el vértice del patrón. Cada línea debe ser doblada, aunque no se especifica si los pliegues deben ser montaña o valle. El objetivo es determinar si es posible doblar el papel de forma que cada línea quede doblada, no haya más dobleces que las de las líneas, y la hoja de papel doblada quede plana.
Para que el papel se doble plano el número de pliegues debe ser par. Esto se deduce, por ejemplo, del teorema de Maekawa, que tiene por corolario (véase el artículo sobre este teorema) que si una figura es plana, el número de pliegues en cada vértice es par. Por contrarrecíproco, si hay un número impar de pliegues, la figura no se doblará en un plano. Por tanto, supongamos que un patrón de pliegues consiste en {\displaystyle 2n} líneas, y sean {\displaystyle \alpha _{1},\alpha _{2},\dots ,\alpha _{2n}} los ángulos consecutivos entre los pliegues alrededor del vértice, en el sentido de las agujas del reloj, empezando por un pliegue cualquiera. Entonces, el teorema de Kawasaki afirma que el patrón se puede dobrlar en un plano si y sólo si la suma y resta alternada de los ángulos da cero:
{\displaystyle \alpha _{1}-\alpha _{2}+\alpha _{3}-\dots +\alpha _{2n-1}-\alpha _{2n}=0}
Una manera equivalente de enunciar lo mismo es que, si los ángulos se parten en dos conjuntos alternados, entonces la suma de los ángulos en cada uno de los conjuntos es exactamente {\displaystyle 180^{\circ }}. Sin embargo, esta forma equivalente sólo es válida para una hoja plana de papel, mientras que la condición de la suma alternada sigue siendo válida para patrones de pliegues en hojas de papel cónicas con defecto angular no nulo en el vértice.

## Demostración

### Necesidad
Para demostrar que la condición de Kawasaki es necesaria para cualquier figura doblada plana, es suficiente observar que, en cada pliegue, la orientación del papel se invierte. Por tanto, si el primer pliegue de la figura doblada se coloca sobre un eje {\displaystyle x}, el segundo tendrá que estar rotado respecto al primero un ángulo {\displaystyle \alpha _{1}}, el tercero, un ángulo {\displaystyle \alpha _{1}-\alpha _{2}} (porque el segundo ángulo tiene una orientación opuesta al primero), y así sucesivamente. Después de todos los pliegues, el papel debe volver a donde empezó para se junten los extremos del mismo. Es decir, el ángulo total girado ({\displaystyle \alpha _{1}-\alpha _{2}+\alpha _{3}-\dots +\alpha _{2n-1}-\alpha _{2n}}) debe ser nulo, que es la condición a la que queríamos llegar.

### Suficiencia

#### Primera demostración
Veamos ahora que la condición es suficiente. Para ello, tenemos que describir cómo doblar un patrón de pliegue dado para que se doble en un plano. Esto es, debemos elegir si hacemos pliegues valle o montaña, y en qué orden. Una forma de hacer esto es elegir un número {\displaystyle i} tal que la suma alternada parcial
{\displaystyle \alpha _{1}-\alpha _{2}+\alpha _{3}-\dots +\alpha _{2i-1}-\alpha _{2i}}
sea lo más pequeña posible. O {\displaystyle i=0} y la suma parcial es una suma vacía que también es nula, o para alguna elección no nula de {\displaystyle i} la suma es negativa. Entonces, doblamos el papel en forma de acordeón, empezando con el ángulo {\displaystyle \alpha _{2i+1}} y alternando pliegues montaña y valle, colocando cada nueva solapa de papel debajo de los pliegues anteriores. En cada paso hasta el último pliegue, un pliegue acordeón como este nunca se intersecará a sí mismo. La elección de {\displaystyle i} asegura que la primera solapa sobresalga hacia la izquierda del resto de papel doblado, permitiendo que el último trozo se conecte de nuevo a él.{\displaystyle \quad \square }

#### Demostración alternativa
Veamos una demostración alternativa de la suficiencia. Consideremos el ángulo más pequeño {\displaystyle \alpha _{i}} y los dos pliegues que hay a sus lados. Plegamos uno de ellos en montaña y el otro en valle, eligiendo el tipo de pliegue para cada uno arbitrariamente. Entonces, "pegamos" la doblez resultante al resto del patrón de pliegues. El resultado será un patrón de pliegues con dos líneas menos, sobre una pieza de papel cónica, que todavía satisface la condición de Kawasaki.
En efecto, al haber elegido {\displaystyle \alpha _{i}} como el ángulo más pequeño, ninguna línea del patrón quedará tapada por el pliegue hecho. Además, los ángulos contiguos a {\displaystyle \alpha _{i}} se transforman en un ángulo conjunto de tamaño {\displaystyle \alpha _{i-1}+\alpha _{i+1}-\alpha _{i}}, pues {\displaystyle \alpha _{i}} se ha doblado sobre uno de los dos. Por tanto, mientras que la suma de ángulos de la paridad de {\displaystyle i} ha perdido un ángulo {\displaystyle \alpha _{i}}, los de la otra paridad, a los que pertenecían {\displaystyle \alpha _{i-1}} y {\displaystyle \alpha _{i+1}}, han perdido también un ángulo {\displaystyle \alpha _{i}} al agruparse estos últimos como se ha dicho antes. Como antes de la doblez ambas paridades sumaban un mismo ángulo, al perder las dos {\displaystyle \alpha _{i}}, siguen sumando lo mismo y, por tanto, el patrón sigue cumpliendo la condición de Kawasaki. 
Repetimos el proceso: elegimos el ángulo {\displaystyle \alpha _{i}'} más pequeño de entre los que quedan, hacemos los dos pliegues ya descritos y obtenemos el cono con dos líneas menos que sigue cumpliendo la condición de Kawasaki. Haciendo esto sucesivamente, acabaremos llegando al siguiente caso base, que sabemos resolver: un cono con dos líneas que determinan dos ángulos iguales, que se puede doblar en un plano trivialmente haciendo un pliegue montaña (o un pliegue valle) en cada una. Entonces, por inducción matemática, por este proceso, podemos transformar cualquier patrón con la condición de Kawasaki en un pliegue plano.{\displaystyle \quad \square }

### Corolario: cota inferior del número de formas de plegar un patrón
La anterior demostración alternativa permite contar cuántas maneras hay de doblar el patrón en un plano. En efecto, en cada paso (elección de {\displaystyle \alpha _{i}}) podemos elegir entre dos opciones: hacer un pliegue valle y el otro montaña, o viceversa. Para un patrón con {\displaystyle 2n} líneas, como a cada paso eliminamos dos, tenemos que hacer esta elección {\displaystyle n} veces. Por tanto, por este método hay {\displaystyle 2^{n}} patrones distintos que podemos obtener. Sin embargo, es posible que hubiera otros plegados planos que no fueran obtenibles mediante este método. Por tanto, lo que podemos afirmar es que, 
Para un patrón de {\displaystyle 2n} pliegues alrededor de un vértice que cumpla la condición de Kawasaki hay, por lo menos, {\displaystyle 2^{n}} plegados planos posibles.

## Historia
A finales de la década de 1970, Kôdi Husimi y David A. Huffman observaron independientemente que figuras doblables planas con cuatro pliegues tenían ángulos opuestos que sumaban {\displaystyle 180^{\circ }}, un caso particular del teorema de Kawasaki. Huffman incluyó el resultado en un artículo de 1976 sobre pliegues curvos, y Husimi publicó el teorema de los cuatro pliegues en un libro sobre geometría del origami con su mujer Mitsue Husimi. El mismo resultado fue publicado antes incluso, en un par de artículos de 1966 escritos por S. Murata que, además, incluían el caso para seis pliegues y el caso general del teorema de Maekawa.
El hecho de la suma alternada de los ángulos de patrones con un número arbitrario de pliegues necesariamente es {\displaystyle 180^{\circ }} fue descubierto por Kawasaki, Stuart Robertson y Jacques Justin (cada uno independientemente de los demás) a finales de la década de 1970 y principios de la de los 1980. Por la contribución de Justin al problema, el teorema de Kawasaki también se ha llamado a veces teorema de Kawasaki-Justin. El hecho de que la condición es suficiente (esto es, que patrones con un número par de pliegues cuyos ángulos alternados sumen {\displaystyle 180^{\circ }} son plegables planos) fue posiblemente enunciado por primera vez por Hull en 1994.
El mismo Kawasaki llamó al resultado teorema de Husimi en honor a Kôdi Husimi, y otros autores han seguido esta terminología. El resultado recibió el nombre de teorema de Kawasaki por primera vez en Origami for the Connoisseur, de Kunihiko Kasahara y Toshie Takahama (Japan Publications, 1987).
Hull (2003) acredita, por la cota inferior de {\displaystyle 2^{n}} para el número de plegados planos de un patrón de {\displaystyle 2n} líneas con la condición de Kawasaki, a trabajos independientes de principios de la década de 1990 de Azuma, Justin, y Ewins y Hull.

## Plegabilidad plana local y global
El teorema de Kawasaki, aplicado a cada vértice de un patrón de pliegue arbitrario, determina si el patrón es localmente plegable plano, es decir, si en un entorno de cada vértice el patrón se puede plegar en un plano. Sin embargo, existen patrones que son localmente plegables planos, pero que no tienen un plegado global que deje todo el patrón plegado en un plano. Tom Hull (1994) conjeturó que la plegabilidad plana global se podía comprobar por el teorema de Kawasaki en cada vértice, seguido de una comprobación de que un grafo no dirigido asociado al patrón de pliegues fuera bipartito. Sin embargo, esta conjetura fue desmentida por Bern y Hayes (1996), que mostraron que esas condiciones no eran suficientes. Dieron además un resultado más fuerte: que el problema de comprobar el plegabilidad global de un patrón de pliegues es NP-completo.